# Smok pożerający towarzyszy Kadmosa

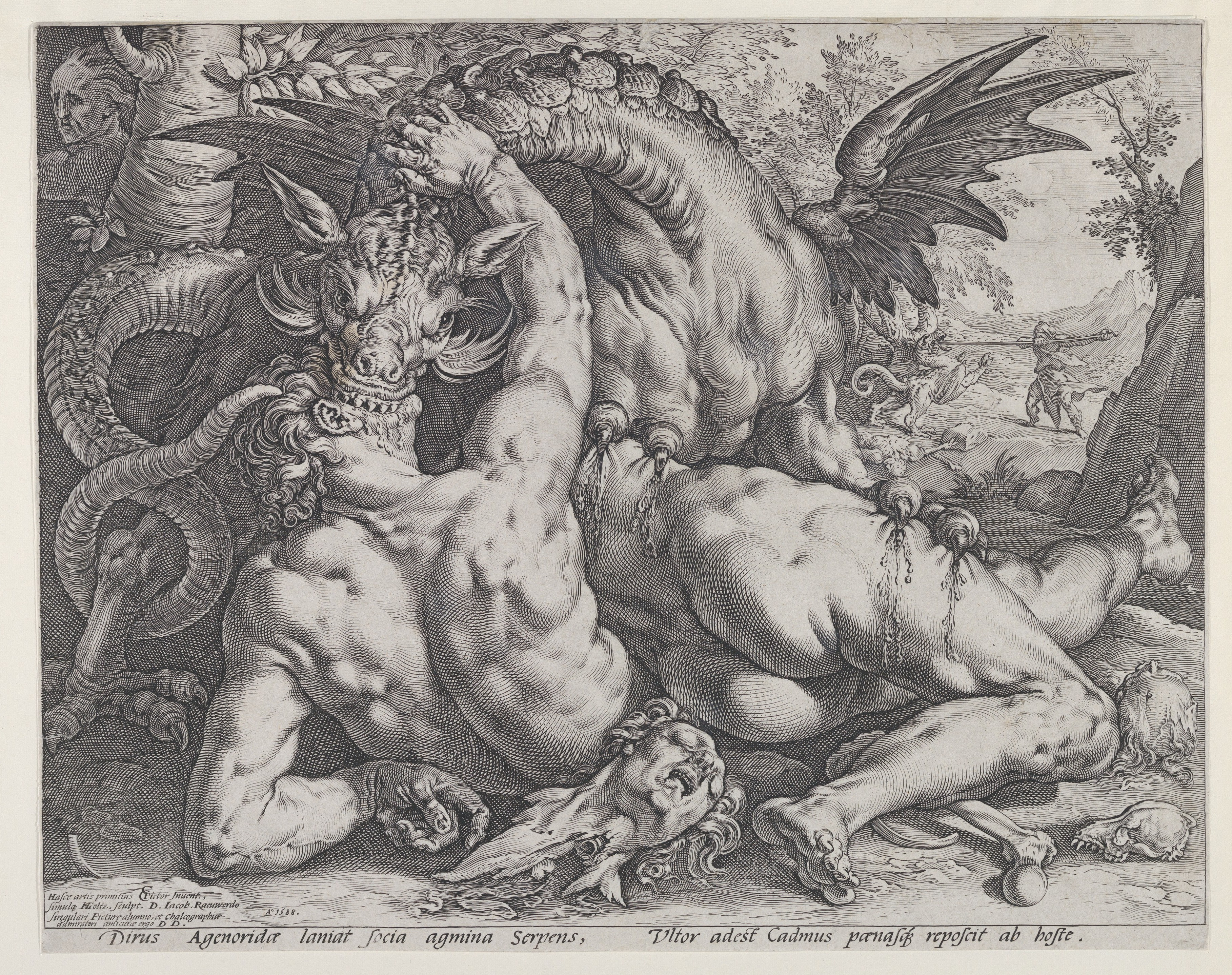
Rycina Hendrika Goltziusa na podstawie obrazu Cornelisa van Haarlema

Smok pożerający towarzyszy Kadmosa – obraz olejny namalowany przez holenderskiego malarza i rysownika Cornelisa van Haarlema w 1588 roku, znajdujący się w zbiorach National Gallery w Londynie.

## Opis
Kadmos, książę Tyru, udał się do wyroczni delfickiej po tym, jak jego siostra Europa została porwana przez boga Zeusa. Zapytał, gdzie ją znaleźć, ale powiedziano mu, że zamiast szukać siostry, powinien podążać za krową i gdziekolwiek ona spocznie, ma w tym miejscu zbudować nowe miasto, co też uczynił. Kiedy krowa upadła ze zmęczenia, Kadmos wysłał swoich towarzyszy na poszukiwanie wody, aby mógł złożyć ją w ofierze bogini Atenie. Ale źródła, które znaleźli, strzegł okrutny smok, syn Aresa, i zabił ich wszystkich. Kiedy jego towarzysze nie wrócili, Kadmos wyruszył za nimi i stanął twarzą w twarz z potworem. Po zaciekłej walce zabił go, a Atena kazała mu zasiać zęby smoka w ziemi, z której wyrośli spartoi i zaczęli walczyć ze sobą – pięciu pozostało przy życiu. Przysięgli wierność Kadmosowi i pomogli mu zbudować miasto, które później stało się znane jako Teby.
Mężczyzna na obrazie wyciąga lewą rękę, by odpędzić smoka, gdy ten zanurza swoje paskudne zęby w jego policzek. Ogon smoka zwija się i przylega do ramienia mężczyzny, a sino-różowa końcówka nieprzyzwoicie dotyka jego loków. Pazury smoka wydają się rozdzierać tors i nogi mężczyzny, ale bliższe przyjrzenie się ujawnia, że należą one do innej osoby, już martwej i przerzuconej przez jego biodra. Odcięta głowa leży na ziemi, gardło odsłania się za muskularnymi plecami i wykrzywionym ramieniem pierwszego mężczyzny. Kości innych ofiar są porozrzucane. Czarne skrzydła smoka rysują się na tle burzowego nieba, ale widok w tle Kadmosa z włócznią walczącego z nim na śmierć i życie daje cień nadziei. To załamanie czasu – ukazanie dwóch scen z opowieści na jednym obrazie – było ulubionym zabiegiem artystów, takich jak van Haarlem, tworzących w stylu manierystycznym.
Historia Kadmosa opowiedziana jest w Metamorfozach autorstwa rzymskiego poety Owidiusza z taką samą ilością krwawych szczegółów, jak pokazuje Cornelis van Haarlem na swoim obrazie. Biblijne i klasyczne historie dały manierystycznym malarzom pole do studiów nad aktem w wykrzywionych pozach z przesadną mimiką. Karel van Mander, flamandzki artysta i wpływowy pisarz o sztuce w holenderskim Haarlemie na przełomie XVI i XVII wieku, był mentorem van Haarlema. Wraz z holenderskim malarzem i rytownikiem Hendrikiem Goltziusem, który wykonał rycinę na podstawie obrazu van Haarlema, promowali styl manierystyczny w mieście, z Michałem Aniołem i bardziej muskularnymi przykładami rzeźby klasycznej jako ich idealnymi wzorami. Ich ambicjami nie były przytulne holenderskie wnętrza czy eleganckie kompozycje kwiatowe; starali się natomiast dostosowywać do międzynarodowych zmian w malarstwie.